# Florica Lavric

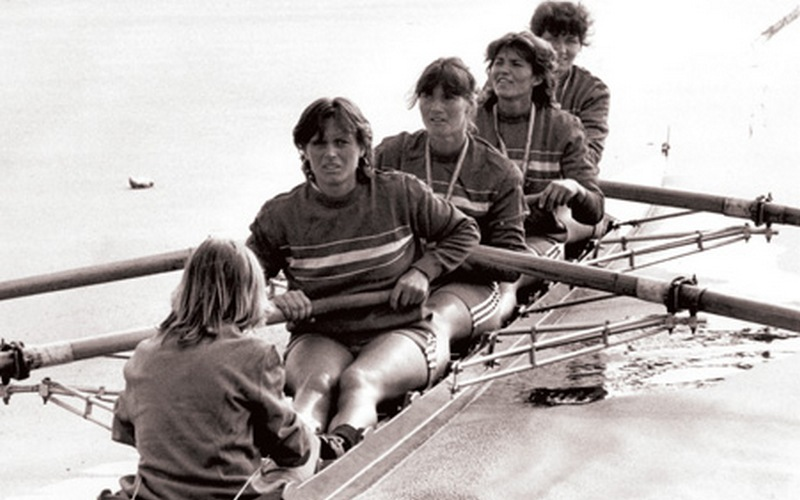
Echipa de canotaj 4+1 rame la JO 1984

Florica Lavric (n. 7 ianuarie 1962, Copălău, România – d. 20 iunie 2014, București, România) a fost o canotoare română, laureată cu aur la Jocurile Olimpice de la Los Angeles din 1984.

## Legături externe
- Florica Lavric la Comitetul Olimpic și Sportiv Român (arhivat)
- en Florica Lavric la Olympedia.org